# Wera Sæther
Wera Sæther (n. 19 mai 1945, Göteborg, Suedia) este o poetă, traducătoare și fotografă norvegiană.
Este absolventă a secției de psihologie a Universității din Oslo⁠(en)[traduceți].

## Cărți
- Barnet og brødet (Copilul și pâinea)– poezii (1973)
- Mellom stumheten og ordet (Între tăcere și cuvânt)– documentar (1974)
- Kvinnen, kroppen og angsten (Femeia, corpul și frica)– carte de specialitate (1974)
- Der lidelse blir samfunn (Acolo unde suferința devine societate)– proză (1975)
- Barnet, døden og dansen (Copilul, moartea și dansul)– proză (1978)
- Lovet være du, søster Brød (Slăvită fii tu, soră Pâine)– documentar (1979)
- Vei (Drum)– roman (1980)
- Hvit sol (Soare alb)– documentar (1983)
- Comiso, en klage (Comiso, o jalbă)– poezii (1984)
- Sol over gode og onde (Soare peste bune și rele)– proză (1985)
- Afrika, Ordfrika og andre hemmeligheter (Africa, Africa cuvintelor și alte secrete)– carte pentru copii (1986)
- Kjærlighetssang (Cântec de dragoste)– poezii (1986)
- Vi overlever ikke alt (Nu putem supraviețui totul)– documentar (1987)
- Fravær nærvær (Absență intimitate)– poezii (1987)
- Rommet med det rare i (Încăperea cu lucruri ciudate)– documentar (1988)
- Berøring forbudt (Atingerea interzisă)– documentar (1988)
- Jeg tar asken og går (Iau cenușa și plec)– poezii (1989)
- I lys av døden (În lumina morții)– documentar (1992)
- I Naomis hus (În casa lui Naomi)– documentar (1993)
- Kan kamelene synge? (Oare cămilele pot cânta?)– documentar (1994)
- A for ansikt (A ca în cuvântul "ansikt" (față)]– roman (1994)
- Rwandas øyne (Ochii Ruandei)– documentar (1994)
- Gudinnen med det skinnende sverdet (Dumnezeița cu sabia strălucitoare)– carte pentru copii (1995)
- Ruts bok 1989 (Cartea lui Rut 1989)– roman (1995)
- Maisbarnebarna (Nepoții de porumb)– documentar (1996)
- Det uhørte Guatemala (Guatemala neauzită)– carte de specialitate (1997)
- Om mitt hode var vann (Dacă capul mi-ar fi apă)– roman (1997)
- Denne krukken er knust (Ulciorul acesta este spart)– roman (1998)
- Støvets sønn (Fiul prafului)– roman (1998)
- Adresse i vinden. Indiske reiser (Adresă în vânt. Călătorii indiene)– essays (1999)
- Brent barn (Copil pățit)– roman (2000)
- Saras reise (Călătoria Sarei)– carte pentru copii (2001)
- En annen dato et annet sted (O altă dată un alt loc)– eseu (2002)
- Inn i India (Înăuntru în India)- (2002)
- Et utvalgt sted (Un loc ales)- (2002)
- Gertrud Kolmar: Verdener (Gertrud Colmar: Lumi)- (2004)
- Umas øyne (Ochii lui Uma)- (2004)
- MamaRita Huset (Casa MamaRita)- (2006)
- En annens navn i munnen (Numele altcuiva în gură)- roman (2009)
- Rett Øst (Drept înspre est)- poezii (2009)

A tradus, printre altele, împreună cu Ioan Văleanu, o culegere de poezii ale Anei Blandiana în norvegiană: "Kanskje noen drømmer meg" - 1990, Editura Solum, Oslo.
A tradus o culegere de poezii de Rose Ausländer (nascută în Bucovina): "Grønne mor Bukovina" -Cappelen (2001)

## Premii
- "Gyldendals legat" (1979)
- "Dubloug" (1996)
- "Ossietzky" (1999)